# Saint-Trivier-de-Courtes
Pour les articles homonymes, voir Saint-Trivier et Courtes (homonymie).
Ne doit pas être confondu avec Saint-Trivier-sur-Moignans.
Saint-Trivier-de-Courtes est une commune française, située dans le département de l'Ain en région Auvergne-Rhône-Alpes, située à 30 km au nord-ouest de Bourg-en-Bresse.
Les habitants s’appellent des Trivicourtois(e)(s).

## Géographie

### Localisation
Saint-Trivier-de-Courtes est une commune française du département de l'Ain dans le nord de la Bresse savoyarde, partie de la région naturelle de la Bresse.
Par orthodromie, elle se situe à 25,5 km à l'est de Mâcon, à 30 km à l'ouest de Bourg-en-Bresse, à 40 km au sud de Chalon-sur-Saône, à 80 km au nord de Lyon et à 336 km au sud de Paris.
La commune fait partie du bassin de vie de Pont-de-Vaux et de la zone d'emploi de Bourg-en-Bresse.

### Communes limitrophes
|                         | Romenay (Saône-et-Loire) | Vernoux          |
| Vescours                | Saint-Trivier-de-Courtes | Courtes          |
| Chavannes-sur-Reyssouze | Servignat                | Mantenay-Montlin |

### Géologie et relief
La superficie de la commune est de 1 653 hectares ; son altitude varie de 184  à   218 mètres, cette faible variation prouve un relief particulièrement plat.
Le sol argileux et calcaire peu accidenté s'explique par sa localisation dans le fossé de la Bresse résultant d'un effondrement du rift ouest-européen à l'ère tertiaire, événement ayant permis la création d'un lac peu profond qui se déversait au sud en direction de la mer Méditerranée.
À l’Oligocène et au Miocène, se forment les Alpes, phénomène géologique qui arc-boute le massif du Jura vers le lac bressan et plisse le fond du réservoir, donnant ce relief vallonné avec des dénivellations très faibles. Une ouverture se créant au sud, le lac s’assèche puis disparaît pour laisser place à un sol humide et marécageux.
Aujourd'hui, Saint-Trivier et les autres territoires du fossé se trouvent entre les massifs du Mâconnais et du Beaujolais à l'ouest et du Jura et des Alpes à l'est.

### Hydrographie
Deux principaux cours d'eau, appartenant au bassin versant de la Saône, traversent la commune ; le plus important est la rivière appelée la Voye. Prenant sa source près de la route départementale 2 à Chavannes-sur-Reyssouze, le cours d'eau continuant son chemin à Vescours puis entre dans le territoire communal au nord-ouest. À ce moment-là, la Voye possède le nom de ruisseau de Montalibord puis celui de Berthelet. La rivière est nommée la Voye après avoir traversé le moulin de Berthelet. Elle continue son cours à Vernoux puis se jette dans la Sâne Vive à La Chapelle-Thècle, commune de Saône-et-Loire.
Le ruisseau de Grandval est un affluent de la Voye et est situé entièrement sur le territoire de Saint-Trivier. Le confluent se situe non loin de la route départementale 975 près du lieu-dit le Tremblay. De plus, le bief de Rouillet est un petit ruisseau du sud de la commune où il prend sa source, il se jette dans la Reyssouze à Servignat.
Enfin, on trouve également plusieurs étangs dont l'étang Seufa.

### Climat
Pour des articles plus généraux, voir Climat d'Auvergne-Rhône-Alpes et Climat de l'Ain.
En 2010, le climat de la commune est de type climat océanique dégradé des plaines du Centre et du Nord, selon une étude du CNRS s'appuyant sur une série de données couvrant la période 1971-2000. En 2020, Météo-France publie une typologie des climats de la France métropolitaine dans laquelle la commune est exposée à un climat semi-continental et est dans la région climatique Bourgogne, vallée de la Saône, caractérisée par un bon ensoleillement (1 900 h/an), un été chaud (18,5 °C), un air sec au printemps et en été et des vents faibles.
Pour la période 1971-2000, la température annuelle moyenne est de 11,4 °C, avec une amplitude thermique annuelle de 17,8 °C. Le cumul annuel moyen de précipitations est de 966 mm, avec 11,1 jours de précipitations en janvier et 7,8 jours en juillet. Pour la période 1991-2020, la température moyenne annuelle observée sur la station météorologique de Météo-France la plus proche, sur la commune de Romenay à 5 km à vol d'oiseau, est de 11,8 °C et le cumul annuel moyen de précipitations est de 983,9 mm,. Pour l'avenir, les paramètres climatiques de la commune estimés pour 2050 selon différents scénarios d'émission de gaz à effet de serre sont consultables sur un site dédié publié par Météo-France en novembre 2022.

### Voies de communication et transports
La proximité de la commune avec les villes de Mâcon, de Bourg-en-Bresse et de Chalon-sur-Saône lui permet d'être traversée et d'être à proximité d'axes de communication importants aux niveaux départemental, régional et national.

#### Routes

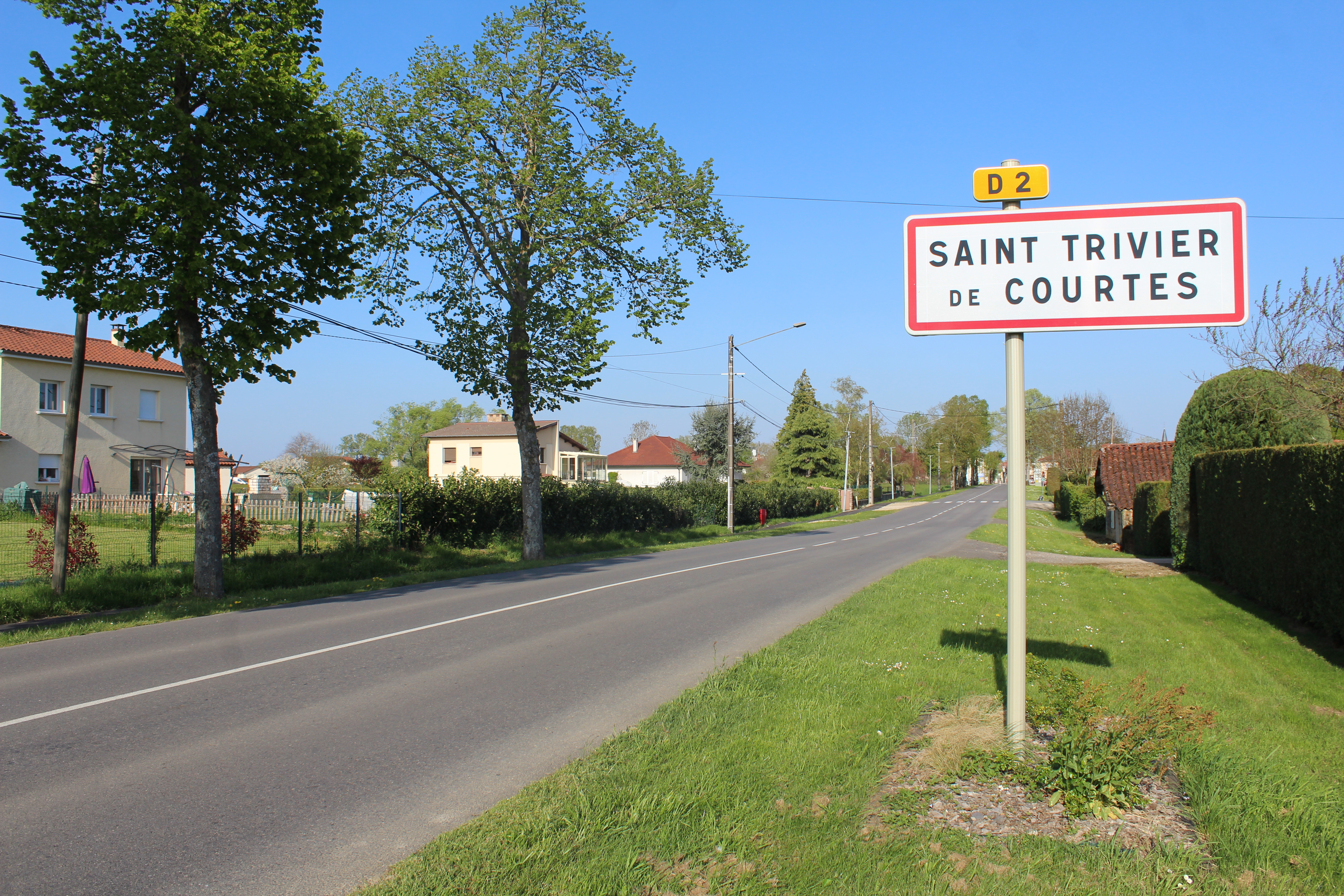
Route départementale 2 à l'entrée du village.

La route départementale 975 est la voie la plus importante de la commune. Voie reliant de Tournus à Bourg-en-Bresse, elle faisait partie de la route nationale 75 avant que ce tronçon ne soit déclassé en 1973. Elle permet de rejoindre Montrevel-en-Bresse et Mantenay-Montlin par le sud ainsi que Romenay par le nord.
La route départementale 2 traverse Saint-Trivier d'est en ouest. Par l'ouest, la voie permet de rejoindre Pont-de-Vaux en passant par Vescours et Chavannes-sur-Reyssouze sans traverser leur bourg. De l'autre sens, la voie a point d'arrivée le pont sur la Sâne Morte qui sépare Curciat-Dongalon et la commune saône-et-loirienne de Varennes-Saint-Sauveur. Elle permet de rejoindre aussi la commune voisine de Courtes. Passant par le bourg du village, la route D 2b est une voie annexe de la route D 2 qui permet de relier cette dernière à la route D 975.
La route départementale 80 traverse le sud de la commune. Commençant à l'intersection avec la route D 2, la voie se dirige vers le sud en direction de Servignat et Saint-Jean-sur-Reyssouze pour terminer à Villars-les-Dombes.
La route départementale D 58b est une voie débutant au rond-point situé près de La Servette et permet de rejoindre Vescours en se dirigeant à l'ouest.
Aucune autoroute ne traverse Saint-Trivier mais quatre se situent dans un rayon de 25 kilomètres. La plus proche est l'autoroute A39 qui relie la préfecture de l'Ain et Dijon tout en desservant Dole et Lons-le-Saunier. Cet axe passant à l'est de la commune en rencontre un autre à hauteur de Viriat, commune au nord de Bourg-en-Bresse. Cette voie en question est l'autoroute A40 qui relie Mâcon à Genève et se situe au sud de Saint-Trivier.
Cette autoroute est aussi reliée à une autre plus importante au niveau national : l'autoroute A6 passe à une vingtaine de kilomètres de la commune et relie Paris à Lyon ; elle est accessible depuis l'A406 pour aller à Lyon et par l'A40 pour se rendre à Paris. L'autoroute A406 est une voie reliant l'A40 et l'A6.

#### Voies ferroviaires

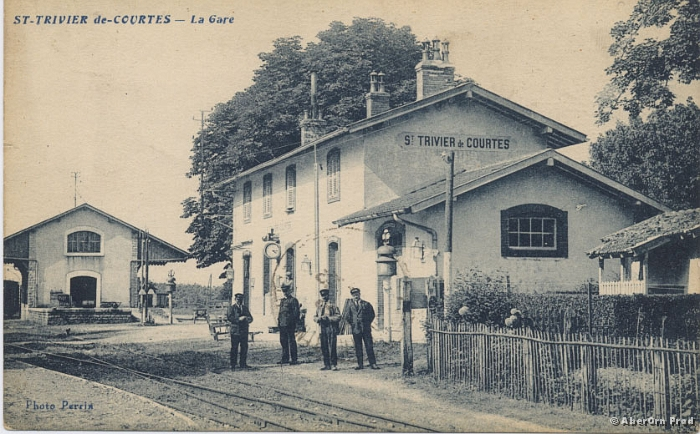
Gare.

Au début du XXe siècle, deux infrastructures ferroviaires sont installées à Saint-Trivier dont la ligne de Chalon-sur-Saône à Bourg-en-Bresse qui traversait la gare communale. Elle a été ouverte par la Compagnie des Dombes et du Sud-Est, société rachetée par la PLM, elle-même intégrée dans la SNCF. Cette voie a été ouverte en deux temps, le tronçon entre Bourg-en-Bresse et Saint-Germain-du-Plain étant inauguré le 19 janvier 1878. D'une longueur de 77,804 km, la ligne commence à être exploitée par la SNCF en 1938 qui supprime l'année suivante le transport des voyageurs. Le transport des marchandises continuera d'exister entre Bourg et Ouroux jusqu'en 1951 avant de disparaître totalement sur la ligne en 1956.
À la même époque, avec l'exploitation du réseau des tramways de l'Ain, la commune était traversée par la ligne de Trévoux à Saint-Trivier-de-Courtes longue de 81 km. Venant de la halte de Vescours,, la voie traverse la ligne de Chalon à Bourg et avait pour terminus la gare dans le cours de la gare PLM. Avant 1940, ce réseau ferroviaire ferma et fut remplacé par un service de transport par cars.

#### Transports en commun
Afin d'assurer des liaisons entre la ville-préfecture et Saint-Trivier, le conseil départemental a mis en place une ligne de car reliant Bourg-en-Bresse à Romenay, commune de Saône-et-Loire. Cette ligne, la ligne 150, fait partie du réseau interurbain de l'Ain. Le village dénombre un unique arrêt : Pré de la Dîme.

## Urbanisme

### Typologie
Au 1er janvier 2024, Saint-Trivier-de-Courtes est catégorisée bourg rural, selon la nouvelle grille communale de densité à 7 niveaux définie par l'Insee en 2022.
Elle est située hors unité urbaine et hors attraction des villes,.

### Occupation des sols
L'occupation des sols de la commune, telle qu'elle ressort de la base de données européenne d’occupation biophysique des sols Corine Land Cover (CLC), est marquée par l'importance des territoires agricoles (80,8 % en 2018), en diminution par rapport à 1990 (82,5 %). La répartition détaillée en 2018 est la suivante : 
terres arables (52,6 %), zones agricoles hétérogènes (19,9 %), forêts (11,9 %), prairies (8,4 %), zones urbanisées (7,3 %).
L'évolution de l’occupation des sols de la commune et de ses infrastructures peut être observée sur les différentes représentations cartographiques du territoire : la carte de Cassini (XVIIIe siècle), la carte d'état-major (1820-1866) et les cartes ou photos aériennes de l'IGN pour la période actuelle (1950 à aujourd'hui).

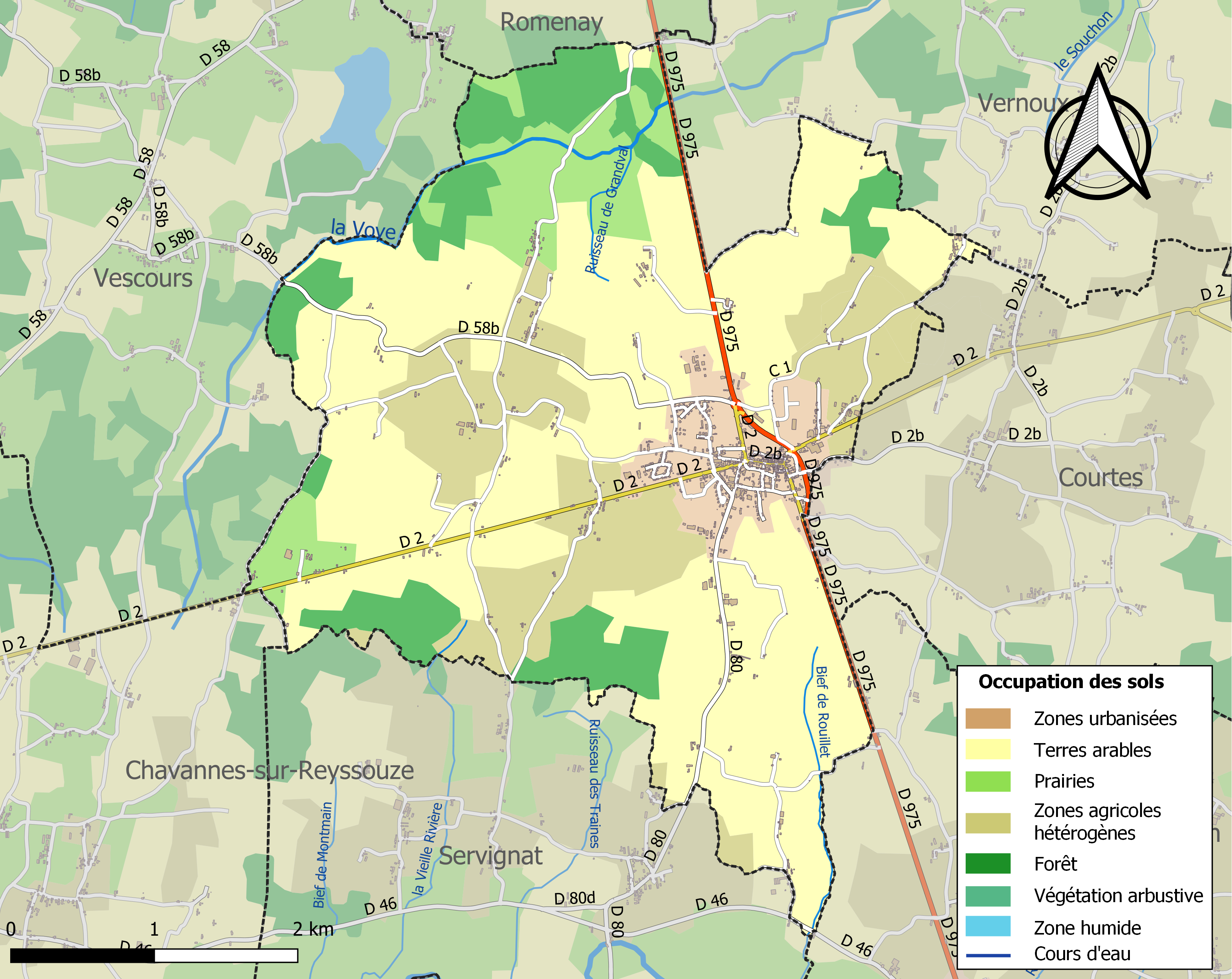
Carte des infrastructures et de l'occupation des sols de la commune en 2018 (CLC).

## Toponymie

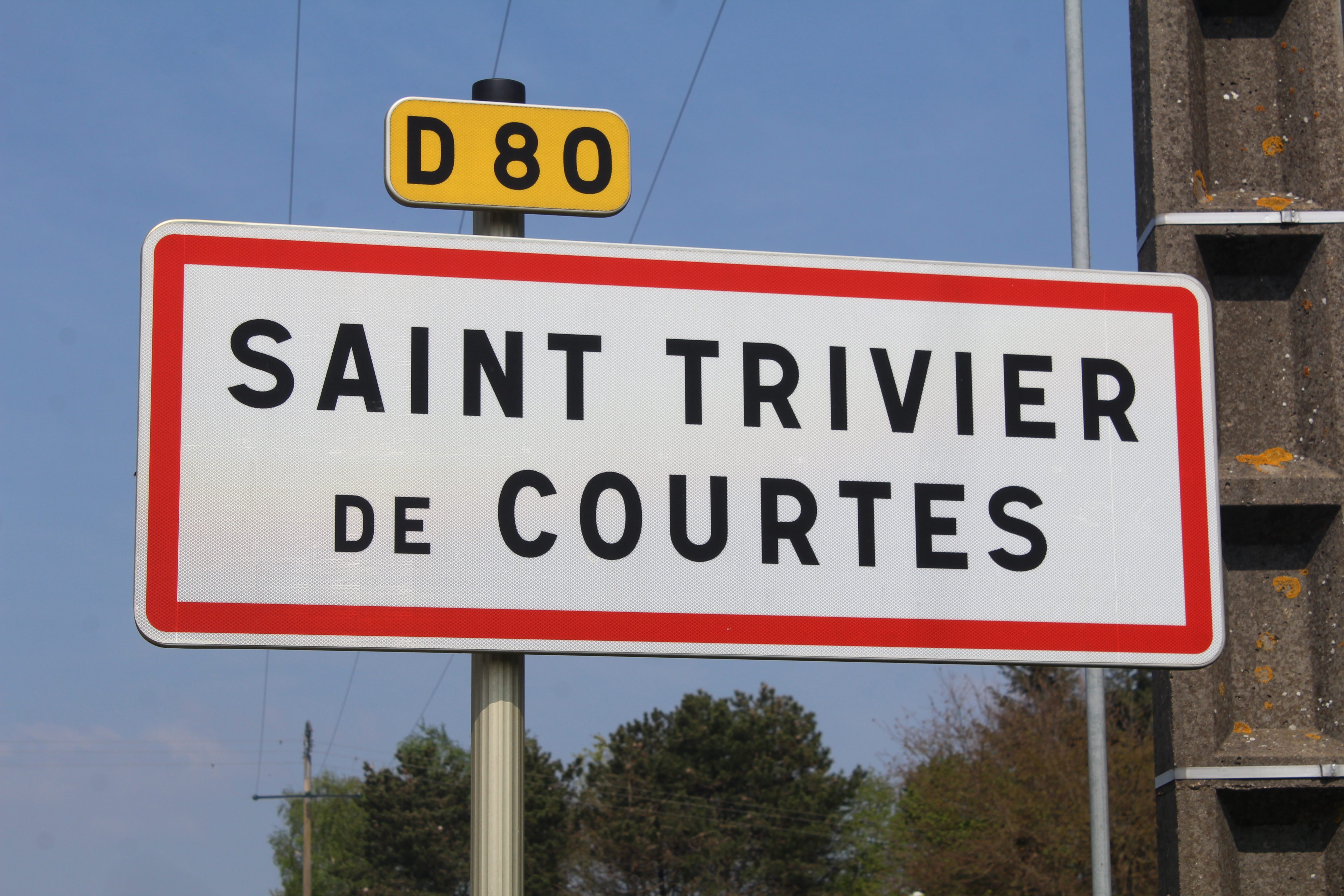
Panneau d'entrée.

### Origine du nom
La commune doit pour partie son nom à l'ermite Trivier de Thérouanne qui vécut dans la Dombes au VIe siècle. L'autre partie du nom fait référence à Courtes, nom de la commune voisine dont l'origine vient du latin curtus signifiant écourté, tronqué, diminué qui qualifie un terrain de petite dimension.

### Anciens noms
La première référence au village date de 1049 et apparaît dans le Recueil des chartes de Cluny sous le nom de Sanctum Triverium. Deux siècles plus tard, autour de 1250, Sanz Trivers est cité dans le pouillé du diocèse de Lyon. Samuel Guichenon, dans un ouvrage nommé Histoire de la Bresse et du Bugey, évoque Sancti Triverii de Cortoz comme nom de l'entité en 1272.
De même, il cite Sanctus Triverius de Cortous comme nom du village en 1397. Quelques années plus tard, Sancluns Triverius de Courtoux est évoqué en 1416 par les archives de la Côte-d'Or ainsi que Sancto Triverio de Courtoz. La même source parle de Sanctus Triverius de Curtoux en 1439. De plus, les archives départementales de l'Ain parlent Sancti Treverii de Cortoux comme nom du village en 1469. Trois années plus tard, Guichenon dans un autre ouvrage consacré à la Savoie nommé Histoire généalogique de la royale maison de Savoie parle de Sainct Trivier de Courtoux en 1472.
Le siècle suivant, le même auteur évoque Sainct Trivier en 1536 puis Sainct Trivier en Bresse voire Sainct Trivier de Courte en 1650. Dans ses Mémoires pour servir à l'histoire de Dombes, Louis Aubret cite Saint Trivier de Courtes. Durant la révolution, Saint-Trivier change de nom pour devenir Val-Libre afin d'enlever toute référence à l'Ancien régime. Ce n'est qu'en 1801 que Saint-Trivier-de-Courtes redevient le nom de la commune.

## Histoire

### Antiquité
Avant l'arrivée des Romains sur le territoire, le peuple celte des Ambarres dont le nom signifie « vivant des deux (amb) côtés de la Saône (Arar, la Saône) », occupait la région bressane et ses vastes forêts.
Vers les années 50 av. J.-C., à la suite de la conquête des Gaules par les Romains, la commune et les territoires l'entourant changent de domination même si les nouveaux occupants ne s'intéressèrent pas particulièrement à cette région marécageuse et boisée. Jules César considérait la Bresse et le Bugey comme une seule région qu'il nommait Insula Gallica.

### Moyen Âge
Le village de Saint-Trivier est étroitement lié à la légende des Loups de Trivier. En 539, le roi Théodebert, petit fils de Clovis et roi d'Austrasie, revient d'une expédition en Italie, prit des otages sur les territoires qu'il traversait dont deux jeunes Dombistes d'une riche famille. Ces derniers furent exilés dans le nord de la France. Près de Thérouanne, l'abbé de Wiserne les prit en pitié, les racheta et les fit reconduire dans leur famille par le moine Trivier. Or lors de leur retour, Trivier et les deux enfants se perdirent dans une vaste forêt nommée la forêt Memphique située dans les environs de Courtes.
En conséquence, le moine fit une prière en demandant à Dieu de les faire sortir de la forêt. C'est alors qu'un loup apparut et les ramena sur le bon chemin. Pour les remercier, la famille des Dombistes donna un lopin de terre à Trivier, où il vécut en ermite et où il mourut saintement en 550. Un lieu de culte placé sous le vocable de Saint Trivier y fut élevé par la suite, la  vieille église de Saint-Trivier détruite vers 1700 et située sur le territoire communal à l'emplacement du cimetière actuel, plus précisément à la place de la chapelle Notre-Dame.
Saint-Trivier-de Courtes fut autrefois fortifiée et entourée de fossés. Ceux-ci ont aujourd'hui disparu, mais ils existaient encore en grandes parties lorsque fut dessiné le cadastre impérial au début du XVIIIe siècle. En novembre 1311, le Dauphin accompagné par Béraud de Mercueil et Jean de Châlon menace la ville.

### Renaissance
En 1601, après la fin de la guerre franco-savoyarde qui se termine par le traité de Lyon signé le 17 janvier, Saint-Trivier, qui faisait partie des États de Savoie, appartient désormais à la France avec l'acquisition de celle-ci de la Bresse, du Bugey, du Valromey et du pays de Gex. Elle est par la suite intégrée à la province bourguignonne.
Pendant la nuit du 27 septembre 1731, le village subit un terrible incendie qui fit disparaître de nombreuses maisons de bois.

### Époque contemporaine
À la suite de la signature de l'armistice du 22 juin 1940, le village se trouve dans la zone libre de l'État français. De novembre 1942 jusqu'à l'été 1944, la commune est sous occupation allemande.
En 2016, un projet de fusion entre Saint-Trivier et Mantenay-Montlin fut à l'étude. Toutefois, ce regroupement ne fut jamais concrétisé.

## Politique et administration

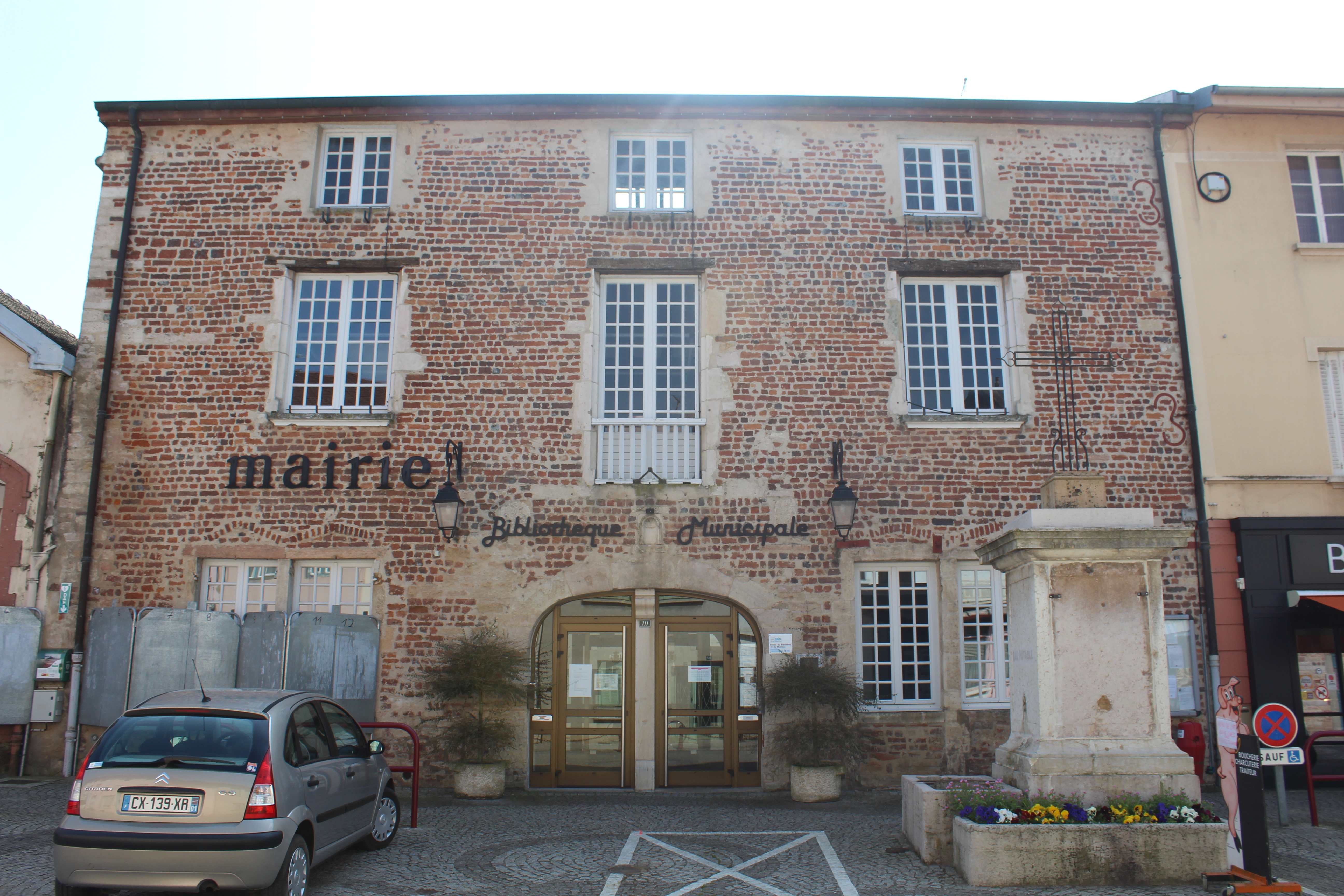
Mairie.

### Rattachements administratifs et électoraux
Durant l'Ancien Régime, Saint-Trivier-de-Courtes était une ville chef-lieu de mandement du Pays de Bresse et une ville du bailliage, de l'élection et de la subdélégation de Bourg.
Lors de la création des départements par la Révolution française, elle est intégrée au département de l'Ain et au district de Pont-de-Vaux. En 1800, après la suppression des districts, elle intègre l'arrondissement de Bourg-en-Bresse mais reste dans le canton dont elle est le chef-lieu. En mars 2015, à l'occasion des élections départementales, le décret du 13 février 2014 portant sur le redécoupage cantonal des cantons de l'Ain entre en vigueur. Ainsi, la commune ainsi que toutes celles du canton de Saint-Trivier-de-Courtes sont intégrées au nouveau canton de Replonges.
En 1958, la commune fait partie de la première circonscription de l'Ain pour l'élection des députés. Malgré les deux découpages qui ont lieu en 1988 et en 2012, Saint-Trivier reste dans la première circonscription.
Du point de vue judiciaire, la commune relève du tribunal d'instance, du tribunal de grande instance, du tribunal pour enfants, du conseil de prud'hommes, du tribunal de commerce et du tribunal paritaire des baux ruraux de Bourg-en-Bresse. De plus, elle relève aussi de la cour d'assises de l'Ain, elle-même située à Bourg. Enfin, Saint-Trivier dépend de la cour d'appel, du tribunal administratif et de la cour administrative d'appel de Lyon.

### Intercommunalité
Jusqu'au 18 décembre 1990, la commune appartenait au SIVOM de la Plaine de la Bresse. À partir de cette date, la structure dont le siège se situait à Saint-Trivier est transformée en district qui prend le même nom. Toutefois, ce district est remplacé le 26 décembre 2000 par la communauté de communes du canton de Saint-Trivier-de-Courtes. Durant toutes ces années, l'entité regroupait en plus de Saint-Trivier onze autres communes de l'ancien canton.
Dans le cadre des dispositions de la loi portant nouvelle organisation territoriale de la République du 7 août 2015, qui prévoit que les établissements publics de coopération intercommunale (EPCI) à fiscalité propre doivent avoir un minimum de 15 000 habitants, le préfet de l'Ain publie le 23 mars 2016 un schéma départemental de coopération intercommunale (SDCI) qui prescrit notamment la « fusion de Bourg-en-Bresse Agglomération et des communautés de communes Bresse-Dombes-Sud Revermont, La Vallière, Treffort-en-Revermont, Montrevel-en-Bresse, du canton de Saint-Trivier-de-Courtes et du canton de Coligny ».
Cette fusion intervient le 1er janvier 2017 par la création de la communauté d'agglomération du Bassin de Bourg-en-Bresse (CA3B), dont la commune fait désormais partie.

### Maires
| Période                                  | Période           | Identité            | Étiquette | Qualité  |
| ---------------------------------------- | ----------------- | ------------------- | --------- | -------- |
| juin 1995                                | mars 2001         | François Pittner    |           |          |
| mars 2001                                | novembre 2010     | Jean-Paul Chevalier | PS        |          |
| novembre 2010                            | juin 2022 (décès) | Michel Brunet       | LR        | Retraité |
| 2022                                     | En cours          | Yves Bernard        |           |          |
| Les données manquantes sont à compléter. |                   |                     |           |          |

## Population et société

### Démographie
L'évolution du nombre d'habitants est connue à travers les recensements de la population effectués dans la commune depuis 1793. Pour les communes de moins de 10 000 habitants, une enquête de recensement portant sur toute la population est réalisée tous les cinq ans, les populations de référence des années intermédiaires étant quant à elles estimées par interpolation ou extrapolation. Pour la commune, le premier recensement exhaustif entrant dans le cadre du nouveau dispositif a été réalisé en 2007.
En 2022, la commune comptait 1 122 habitants, en évolution de +2,47 % par rapport à 2016 (Ain : +5,15 %, France hors Mayotte : +2,11 %).
| 1793  | 1800  | 1806  | 1821  | 1831  | 1836  | 1841  | 1846  | 1851  |
| ----- | ----- | ----- | ----- | ----- | ----- | ----- | ----- | ----- |
| 1 565 | 1 867 | 1 608 | 1 373 | 1 453 | 1 477 | 1 512 | 1 568 | 1 527 |

| 1856  | 1861  | 1866  | 1872  | 1876  | 1881  | 1886  | 1891  | 1896  |
| ----- | ----- | ----- | ----- | ----- | ----- | ----- | ----- | ----- |
| 1 497 | 1 473 | 1 433 | 1 393 | 1 468 | 1 431 | 1 436 | 1 446 | 1 376 |

| 1901  | 1906  | 1911  | 1921  | 1926  | 1931  | 1936  | 1946  | 1954  |
| ----- | ----- | ----- | ----- | ----- | ----- | ----- | ----- | ----- |
| 1 341 | 1 354 | 1 382 | 1 160 | 1 163 | 1 159 | 1 127 | 1 042 | 1 061 |

| 1962  | 1968  | 1975  | 1982  | 1990  | 1999 | 2006 | 2007 | 2012  |
| ----- | ----- | ----- | ----- | ----- | ---- | ---- | ---- | ----- |
| 1 047 | 1 066 | 1 076 | 1 104 | 1 064 | 935  | 966  | 970  | 1 080 |

| 2017  | 2022  | - | - | - | - | - | - | - |
| ----- | ----- | - | - | - | - | - | - | - |
| 1 093 | 1 122 | - | - | - | - | - | - | - |

### Enseignement
Appartenant à l'académie de Lyon, la commune possède une école publique de la petite section jusqu'au CM2. Pour poursuivre leurs études dans le cycle secondaire, les élèves de la commune sont dirigés au collège situé dans le bourg, le collège Louis-Vuitton qui accueille tous les élèves des communes de l'ancien canton de Saint-Trivier-de-Courtes.

### Santé
Saint-Trivier regroupe de nombreux professionnels de la santé regroupés la plupart sur le site du pôle santé de la Poype. Sur ce site, on trouve une pharmacie et une maison médicale accueillant trois médecins généralistes et un cabinet infirmier. De plus, dans ce lieu se trouve une maison du paramédical qui permet à un kinésithérapeute, un diététicien, deux orthophonistes et un masseur-kinésithérapeute de pratiquer leur activité professionnelle. On y trouve aussi un pédicure-podologue, un psychologue, un professionnel de la médecine traditionnelle chinoise et un thérapeute énergétique.
En dehors de ce site, un dentiste propose ses services dans le bourg.

### Sports
Plusieurs sports et équipements sont proposés. En premier lieu, l'Aïkido Montrevellois propose la pratique de l'aïkido dans le gymnase communal. Autre sport individuel, le tennis peut se pratiquer grâce au Tennis club intercommunal de Haute-Bresse. Club fondé en 1936 à l'initiative du notaire Jean Vivier, le Tennis club de Saint-Trivier-de-Courtes devient club intercommunal en 1983. Pour ceux voulant pratiquer le badminton, l'Association Saint-Trivier Badminton 01 propose la pratique de ce sport dans le gymnase.
Par la suite, il est aussi possible de jouer à la pétanque avec Les Amis de la Fanny. Pour ceux qui aiment la marche et découvrir la région, Les Pattes Bleues offre des sorties pédestres.
Les sports de combat sont aussi présents grâce à l'Association Jeunesse et Sport de Haute-Bresse qui propose la boxe anglaise, la boxe aérobic, la boxe thaï, la boxe congolaise et le self-défense. De plus, l'Association cantonale de culture et loisirs de Saint-Trivier-de-Courtes propose diverses disciplines dont le yoga, le qi gong, la danse.
Concernant les sports collectifs, l'Union sportive Haute-Bresse propose de jouer au football au sein d'un club. L'histoire de ce club commence en 1953 avec la création de l'Union sportive Saint-Trivier qui fusionne en 1993 avec l'Union sportive de Saint-Jean-sur-Reyssouze pour donner le club actuel.
Pour ce qui est du rugby, le Rugby Club Haute-Bresse est un club créé en 1980 et regroupe trois zones : Pont-de-Vaux, Pays de Bâgé et Saint-Trivier. Dans la commune, le club peut évoluer au stade Jacques-Augier.

### Médias et numérique
Le Progrès est un journal régional diffusant dans les départements de l'Ain, du Jura, du Rhône, de la Loire et de la Haute-Loire. Chaque vendredi est publié le journal local hebdomadaire Voix de l'Ain. De plus, Le Journal de Saône-et-Loire, paru pour la première fois le 2 juillet 1826, est la version saône-et-loirienne du Progrès. Ce journal quotidien paraît dans les environs sous l'édition de la Bresse.
Dans le domaine télévisuel, la chaîne France 3 émet un décrochage local dans la commune par le biais de France 3 Rhône Alpes. Enfin, Radio Scoop est une radio musicale d'Auvergne-Rhône-Alpes qui possède une station à Bourg-en-Bresse diffusant dans l'Ain.

## Économie
Tous les dimanches matin, de 7 h à 13 h, le marché tient place dans le bourg depuis 2009 où se vendent des produits alimentaires, des vêtements et des produits locaux.
Importante au niveau local, la commune regroupe différents commerces dont un supermarché, une boucherie-charcuterie, une pizzeria, une boulangerie, deux salons de coiffure et une fleuriste.

## Culture et patrimoine

### Lieux et monuments

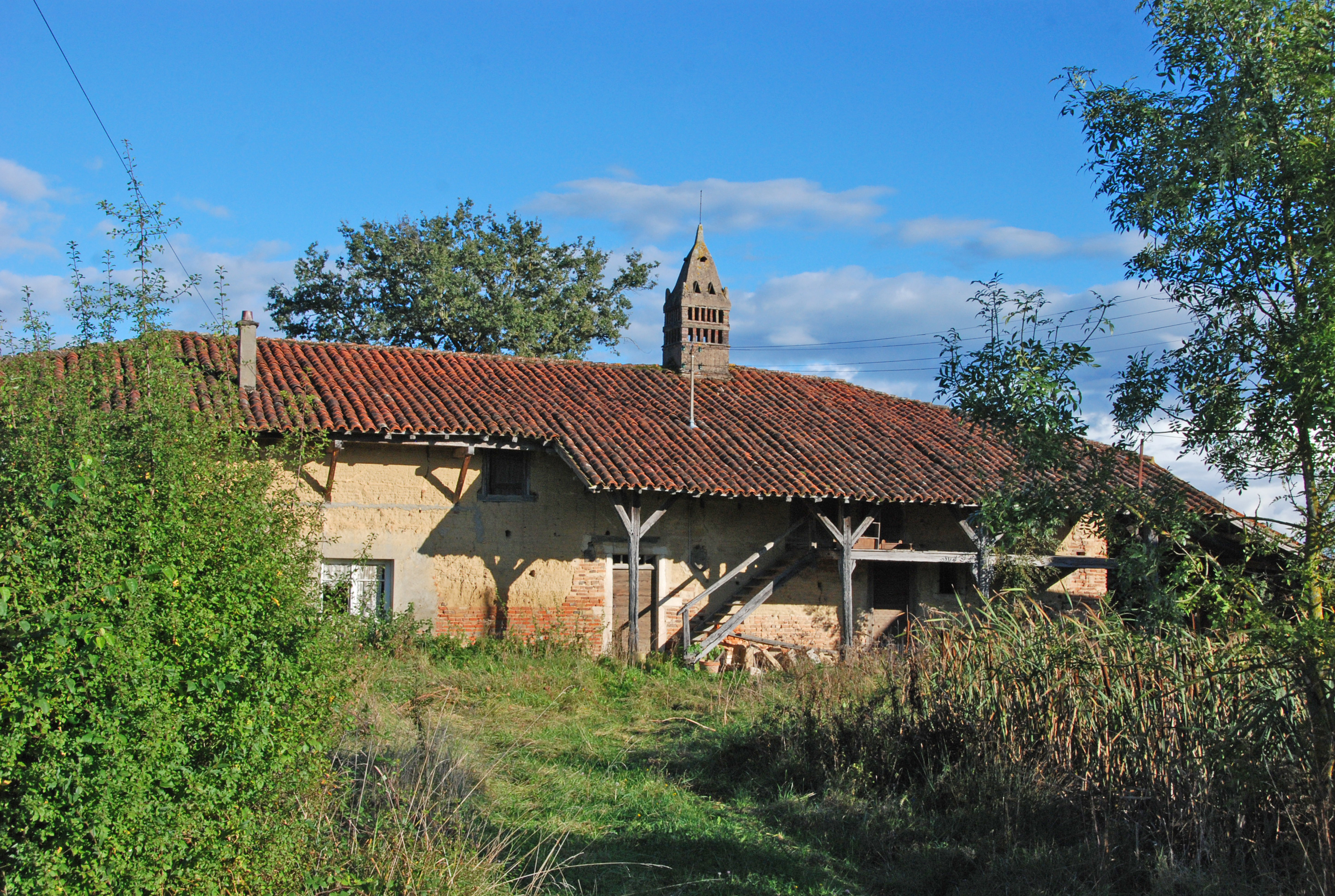
Ferme de Grandval.

Plusieurs bâtiments sont inscrits ou classés au patrimoine des Monuments historiques :
- l'église Saint-Trivier de Saint-Trivier-de-Courtes du XIVe siècle possède des éléments classés au titre objet[62] : deux cloches, le Triptyque de l'Adoration des bergers peint en 1526 par Grégoire Guérard, peintre hollandais actif entre 1512 et 1538, et une dalle funéraire ; le clocher s'est effondré dans un incendie le 1er mars 2020.
- des fermes anciennes avec des cheminées sarrasines remontant pour certaines au XVIIe siècle : ferme de Molardoury, ferme de Grandval, ferme du Tremblay et ferme de la Servette.

On peut encore voir également :
- les ruines du château de Saint-Trivier-de-Courtes du XIVe siècle. Le château est bâti par les sires de Bâgé vers 1249. En 1272, l'héritière l'apporte en dot avec toute la seigneurie de Bâgé au comte de Savoie. Le château est reconstruit vers 1376[63] ;
- le château de Montsymond du XVIe siècle, remanié au XIXe siècle.

### Personnalités liées à la commune
- Jean Bourgeois (Saint-Trivier-de-Courtes, ? - Lyon, le 19 août 1494), premier gardien du couvent des Cordeliers de l'Observance au Clos des Deux-Amants, était originaire de Saint-Trivier-de-Courtes.
- André Gastier (1791-1868), homme politique français, a été médecin à Saint-Trivier-de-Courtes.
- Charles Pierre Gaspard Gueidan (1757-1831), curé de Saint-Trivier-de-Courtes, député du clergé du bailliage de Bourg-en-Bresse aux États généraux de 1789.
- Laurent Derognat, né le 15 février 1865 à Saint-Trivier-de-Courtes et décédé le 7 avril 1931 à Bourg-en-Bresse (Ain), homme politique.

### Héraldique
| Blason de Saint-Trivier-de-Courtes | Blason  | De sable à la croix tréflée d'argent. |
| Blason de Saint-Trivier-de-Courtes | Détails |                                       |